# Вирион

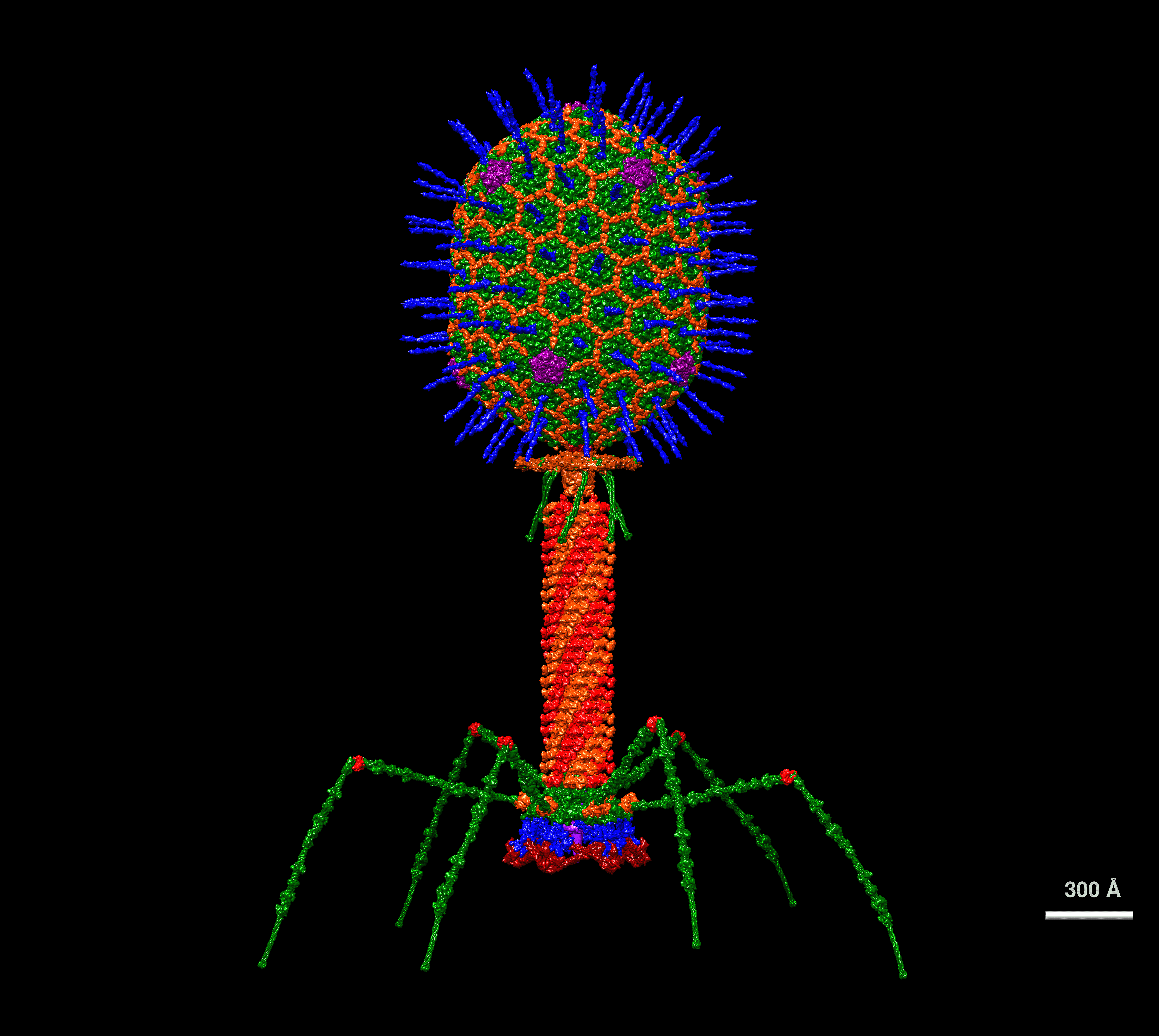
Вирион Escherichia virus T4

Вирио́н — полноценная вирусная частица, состоящая из нуклеиновой кислоты и капсида (оболочки, состоящей из белка и, реже, липидов) и находящаяся вне живой клетки. Вирионы большинства вирусов не проявляют никаких признаков биологической активности, пока не соприкоснутся с клеткой-хозяином, после чего образуют комплекс «вирус—клетка», способный жить и «производить» новые вирионы. При заражении клетки вирион либо вводит в клетку-хозяина только свой геном (например, бактериофаги), либо проникает в клетку практически полностью (большинство других вирусов).
Белки, остающиеся от вириона на поверхности клетки, служат «мишенью» для иммунной системы так же, как и сами вирионы.
Вирион по сути представляет собой конгломерат органических кристаллов. Вирион часто даже не признают живым организмом (из-за этого нет однозначного ответа, является вирус живым или нет).
Размер вириона 20—300 нм.